# Quíscal de Jamaica
El quíscal de Jamaica (Nesopsar nigerrimus) és una espècie d'ocell de la família dels ictèrids de merla i oriol del Nou Món. És l'única espècie (monotípica) del gènere Nesopsar. L'espècie de vegades s'ha inclòs en el gènere Agelaius, però la sistemàtica molecular ha demostrat que no està estretament relacionada amb cap merla o grackle viu del Nou Món.